# IC 4812
IC 4812 је рефлексиона маглина са звијездама у сазвјежђу Јужна круна која се налази на листи објеката дубоког неба у Индекс каталогу.
Деклинација објекта је - 37° 3' 37" а ректасцензија 19h 1m 3,5s. IC 4812 је још познат и под ознакама ESO 396-*N12, CED 165A.